# Pfarrkirche Maria Laah

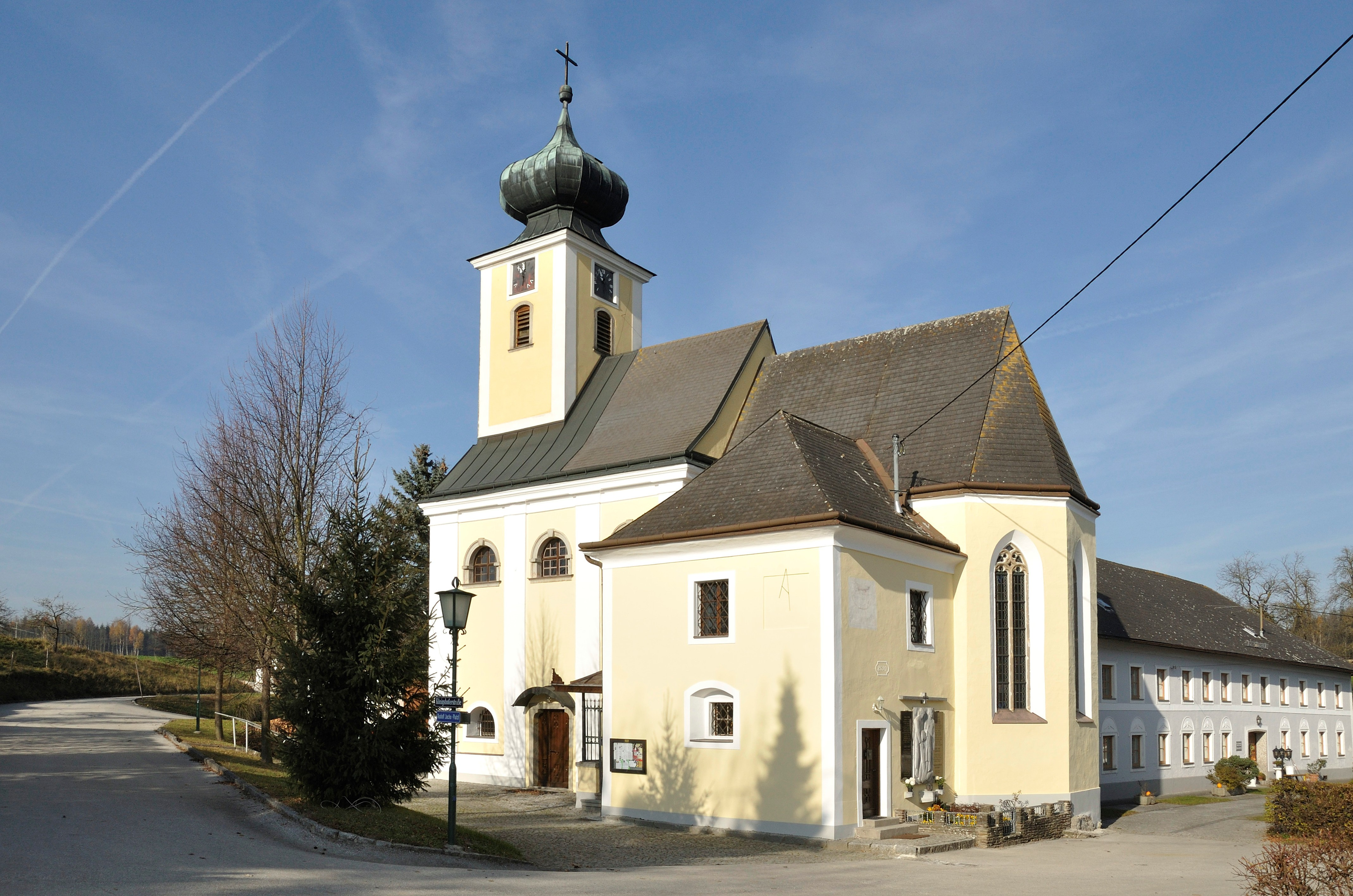
Pfarrkirche Maria Laah in der Ortschaft Maria Laah der Marktgemeinde Wolfern

Die Pfarrkirche Maria Laah steht im Ort Maria Laah in der Marktgemeinde Wolfern in Oberösterreich. Die römisch-katholische Pfarrkirche Mariä Namen gehört zum Dekanat Steyr in der Diözese Linz. Die Kirche steht unter Denkmalschutz.

## Geschichte
Die ehemals viel besuchte Wallfahrtskirche wurde bereits 1212 urkundlich genannt. Sie entstand ursprünglich aus einer Kapelle bei einem heiligen Brunnen. Das Wasser dieses „Heilbrunnens“, der heute nur einige Schritte östlich der Pfarrkirche liegt, zog lange Zeit zahlreiche Pilger an. Die Quelle entspringt direkt unter dem Altar der Kirche und wird in eine Brunnenkapelle geleitet. Man nahm früher an, dass dieser Brunnen eine Lache gebildet habe und leitete daraus den Namen Maria an der Lache – später Maria Laah – ab. Der Name stammt jedoch von „Lohe Loch“ (Laub), was „die Lage im Laubwald“ bezeichnet. Ende des 15. Jahrhunderts hieß die Kapelle schon Kapelle zu Laach und gehörte zum damaligen Edelsitz Hauzenbach, dessen erhaltene Hausberganlage unter Denkmalschutz steht (Listeneintrag).
1627 kam die Kirche an Achaz von Losensteinleiten, der sie mit Dominikanern aus Steyr besetzte. Franz Anton von Losenstein, Dompropst in Passau, ließ die Kirche 1690 erweitern und weihte sie zu Ehren der Heiligen Dreifaltigkeit, der Mutter Gottes und den 14 Nothelfern.
Unter Kaiser Joseph II. wurde Maria Laah 1786 als eigenständige Pfarre eingerichtet.

## Architektur
Der gotische leicht eingezogene dreieinhalbjochige netzrippengewölbte Chor aus dem Ende des 15. Jahrhunderts hat einen Dreiachtelschluss. Das einschiffige dreijochige stichkappentonnengewölbte Langhaus wurde 1690 erbaut. Der dachreiterartige Westturm im Langhaus hat einen Zwiebelhelm.

## Ausstattung
Die Einrichtung ist neugotisch. Der Hochaltar trägt eine Statue Maria mit Kind, eine barocke Nachbildung eines gotischen Gnadenbildes. Die Kanzel wurde Ende des 19. Jahrhunderts errichtet.

## Auersperg-Gruft
An der westlichen Außenseite der Kirche befindet sich eine Gruft, in welcher die Fürsten Auersperg, Besitzer des Schlosses Losensteinleithen, ihre letzte Ruhestätte fanden. An ihren Seitenwänden  befinden sich drei Gedenktafeln, die an „Maria Josefa Fürstin von Auersperg“, „Aglae Adelheid Pauline Gräfin von Windischgrätz“ und an „Marie Franziska Scheldon, Reichsgräfin von Daun, geborene Fürstin von Auersperg“ erinnern.

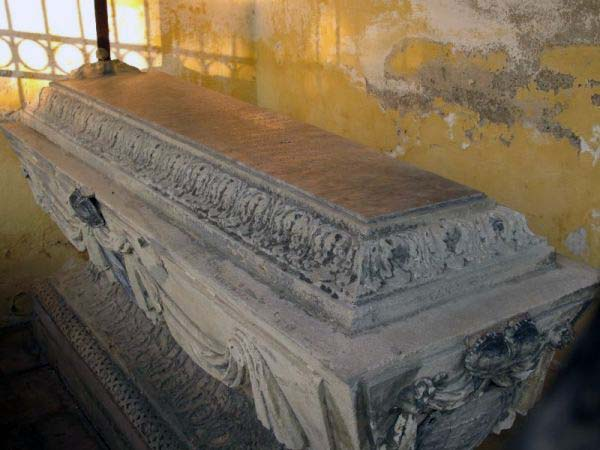
Grabmal des Karl Joseph Anton, 5. Fürsten von Auersperg (* 1720; † 1800)

In der Eingangshalle über der Gruft steht ein steinerner Sarkophag, an dessen marmorner Deckplatte eine Inschrift zum Gedenken an Karl Joseph Anton, 5. Fürsten von Auersperg (* 1720; † 1800), angebracht ist:

„CARL JOSEPH DES HEIL. RÖM. REICHS FÜRST VON AUERSPERG, HERZOG ZU GOTTSCHER, GEFÜRSTETER GRAF ZU WELS, HERR DER HERRSCHAFTEN LOSENSTEIN, LOSENSTEINLEUTEN
GSCHWENDT, UND STADLKIRCHEN. DANN DEREN HERRSCHAFTEN SEISENBERG, WEIXL, BERG, PÖLLAND, COSCLIACO, CEPICH, UND GRADICNA, OBERSTERBLAND, MARSCHALL UND OBERSTERBLAND, KÄMMERER IM HERZOG, THUM KRAIN UND DER WINDISCHEN MAARK, RITTER DES GOLDENEN VLIESSES, K: K: WIRKLICHER KÄMMERER. GEBOHREN DEN 17. FEBRUAR 1720. IN DEM HERRN ENTSCHLAFFEN DEN 2. OCTOBER 1800. GOTT LASSE IHN SEELIG RUHEN“

Als die Eingangshalle über der Gruft 1892 renoviert wurde, untersuchte man auch die Gruft und fand dort 18 einfache Holzsärge. 
Seit Ende des 19. Jahrhunderts werden die Mitglieder der Familie im Mausoleum der Fürsten Auersperg in Losensteinleiten bestattet, denn um das Jahr 1880 ließ der achte Fürst Karl Wilhelm Philipp von Auersperg beim Schloss Losensteinleithen ein Mausoleum für sich und seine Familie errichten, welches 1911 unter dem neunten Fürsten Karl Maria Alexander von Auersperg seine heutige Form erhielt. Obwohl das Schloss Losensteinleithen 1953 verkauft wurde, befindet sich die Grabstätte noch immer im Auersperg'schen Familienbesitz. Der letzte Nachkomme der österreichischen Linie starb im November 1998 und wurde im Mausoleum beigesetzt. Für die böhmische Linie der Auersperg  befindet sich die Familiengruft in Vlašim in Böhmen.